# Алия (Балейский район)
Алия — село в Балейском районе Забайкальского края России. Входит в состав сельского поселения «Нижнеильдиканское».

## География
Село находится в северо-восточной части района, на левом берегу реки Талангуй, вблизи места впадения в неё реки Ильдикан, на расстоянии примерно 28 км (по прямой) к востоку-северо-востоку (ENE) от города Балей, административного центра района. Абсолютная высота — 650 м над уровнем моря. Через Алию проходит автодорога 76К-007.
Климат
Климат характеризуется как резко континентальный с продолжительной холодной малоснежной зимой. Абсолютный минимум температуры воздуха самого холодного месяца (января) составляет −45,5 °C; абсолютный максимум самого тёплого месяца (июля) — 39,2 °C. Среднегодовое количество атмосферных осадков составляет 308,3 мм.
Часовой пояс
Село Алия находится в часовой зоне МСК+6. Смещение применяемого времени относительно UTC составляет +9:00.

## История
Село основано в 1871 году ссыльными переселенцами. В 1930 году, в ходе коллективизации, была образована сельскохозяйственная артель «Заря». В 1994—1995 годах было перенесено на 1,5 км к юго-востоку от прежнего места в связи с отработкой близлежащего месторождения золота.

## Население
| 1930 | 1989 | 2002 | 2010 | 2021 |
| ---- | ---- | ---- | ---- | ---- |
| 360  | ↘164 | ↗177 | ↘171 | ↘125 |

Половой состав
По данным Всероссийской переписи населения 2010 года, в гендерной структуре населения мужчины составляли 52,6 %, женщины — соответственно 47,4 %.
Национальный состав
Согласно результатам переписи 2002 года, в национальной структуре населения русские составляли 100 % из 177 чел.

## Инфраструктура
В селе функционируют дом культуры, библиотека и детский дом.